# Philip Phillips
Philip Phillips, född 1834, död 1895. Sångevangelist, sångförfattare och tonsättare från USA. verksam i USA, Indien, Australien och Europa.

## Psalmer
- Fast blodröd var min synd
- Om min Frälsares kärlek jag hört
- Sjung evangelium om Jesus